# 113952 Schramm
113952 Schramm è un asteroide della fascia principale. Scoperto nel 2002, presenta un'orbita caratterizzata da un semiasse maggiore pari a 2,3678138 UA e da un'eccentricità di 0,1182586, inclinata di 5,64464° rispetto all'eclittica.